# Mat

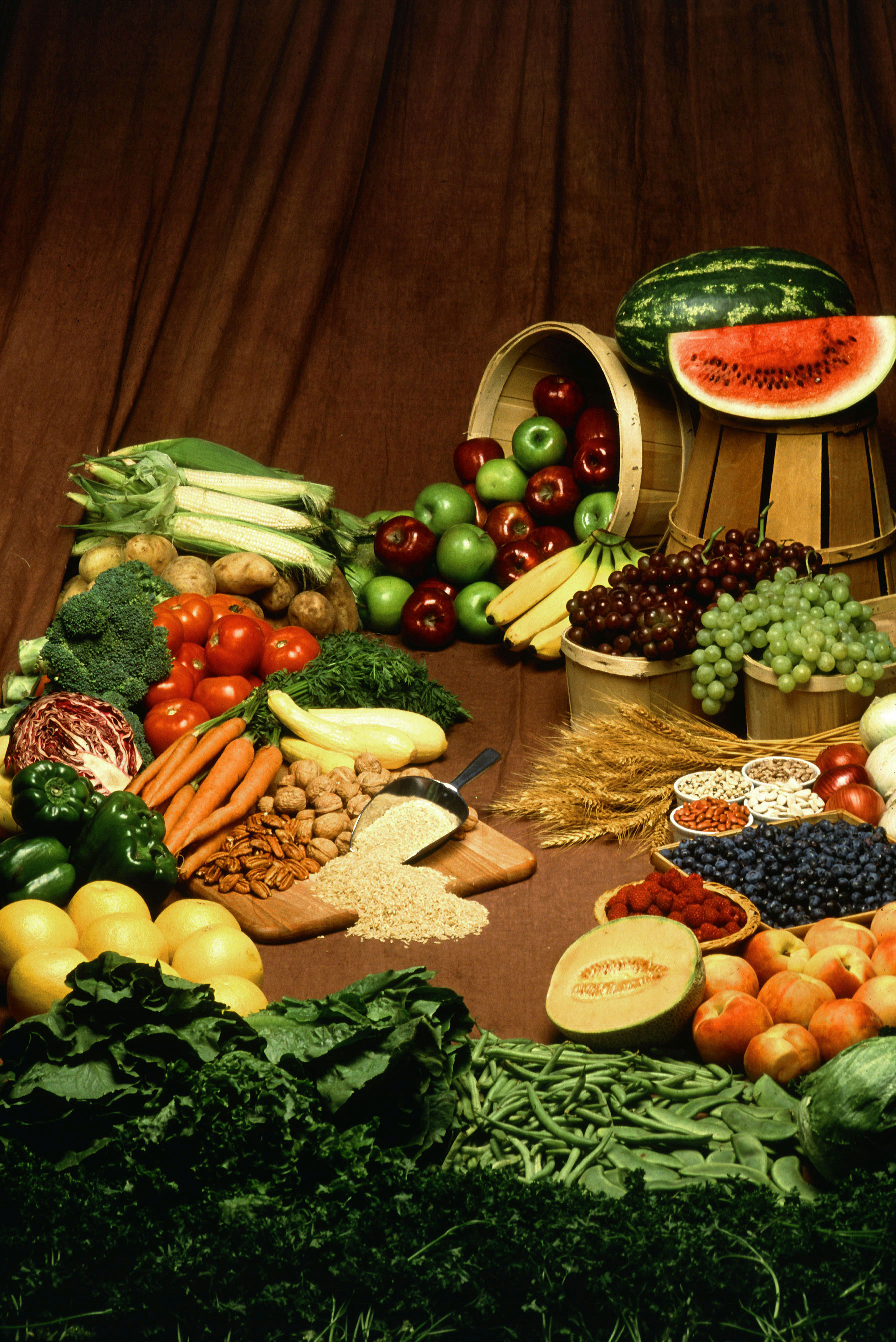
Exempel på mat från växtriket

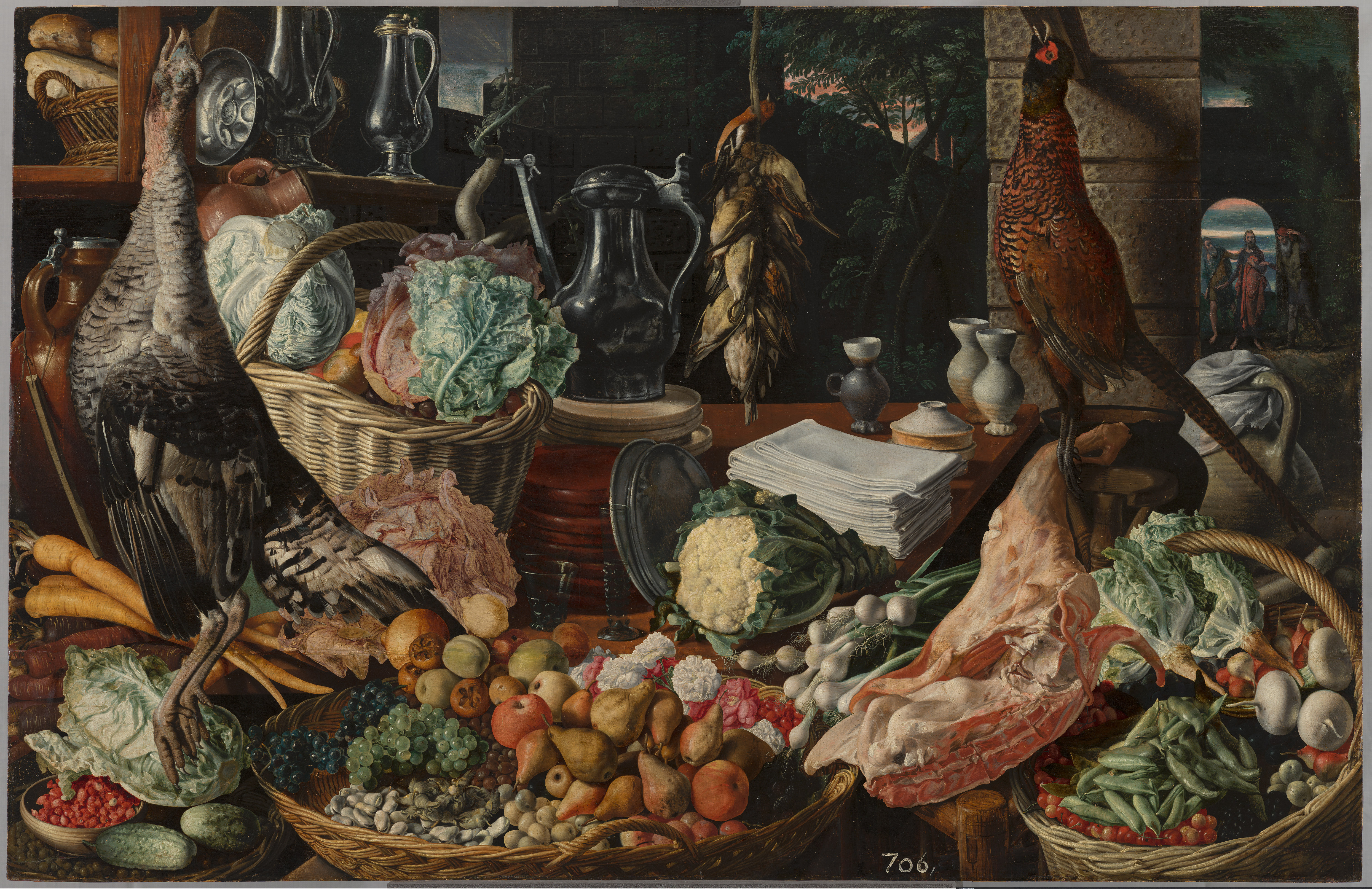
Joachim Beuckelaer, 1560-1565

Mat är en substans som intages av organismer för att få i sig näring och syftar vanligen på de näringsmedel som människor äter, kallade livsmedel. Mat är oftast av animaliskt eller vegetabiliskt ursprung, men flera undantag finns.
Mat är inte bara fysiologiskt nödvändigt för mänsklig överlevnad utan har också många viktiga sociala och kulturella funktioner. Mat omgärdas ofta av sociala, kulturella och religiösa konventioner som i varierande grad reglerar vad som äts, samt var och hur det äts. Det är vanligt att konventionerna varierar i olika delar av världen och för olika samhällsklasser. En del konventioner är direkt relaterade till frågor om hur man bör handskas med mat för att undvika matförgiftning medan andra agerar statusmarkör för att markera en individs samhällsklass.
Produktion, distribution och konsumtion har sedan mycket lång tid tillbaka varit kulturellt och socialt viktigt, men också ekonomiskt och politiskt betydelsefullt. I modern tid har dessutom mer uppmärksamhet givits även åt de miljöaspekter som är förknippade med mat och mathantering och hur matvanor påverkar folkhälsan.

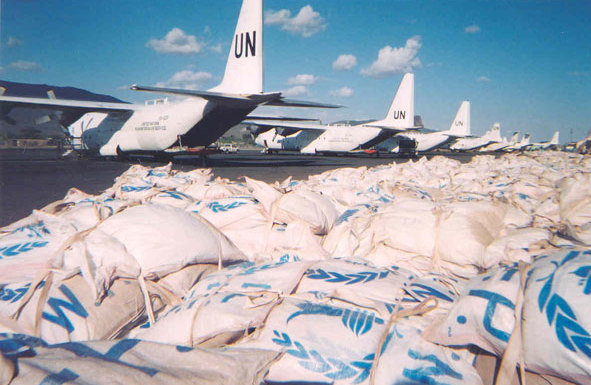
Mat i väntan på vidare transport till södra Sudan som del av ett FN-program, oktober 2004.

## Livsmedel
I många länder finns lagstiftning som både definierar vad som klassas som föda för människor och djur och reglerar hanteringen av föda. I EU:s förordning om livsmedelshygien definieras alla ämnen eller produkter som är avsedda, eller rimligen kan förväntas, att förtäras av människor som livsmedel. Detta är oberoende av om de är bearbetade, delvis bearbetade, eller obearbetade. Livsmedel inbegriper drycker och alla ämnen, inklusive vatten, som avsiktligt tillförts livsmedlet under dess framställning, beredning eller behandling.
Detta betraktas inte som livsmedel enligt EU:s förordning: 
1. foder
2. levande djur, utom om de har behandlats för att släppas ut på marknaden som livsmedel
3. växter före skörd
4. läkemedel i den mening som avses i rådets direktiv 65/65/EEG och 92/73/EEG
5. kosmetika i den mening som avses i rådets direktiv 76/768/EEG
6. tobak och tobaksprodukter i den mening som avses i rådets direktiv 89/622/EEG
7. narkotika eller psykotropa ämnen i den mening som avses i Förenta nationernas allmänna narkotikakonvention från 1961 och i Förenta nationernas konvention från 1971 om psykotropiska ämnen
8. restsubstanser och främmande ämnen

## Produktion

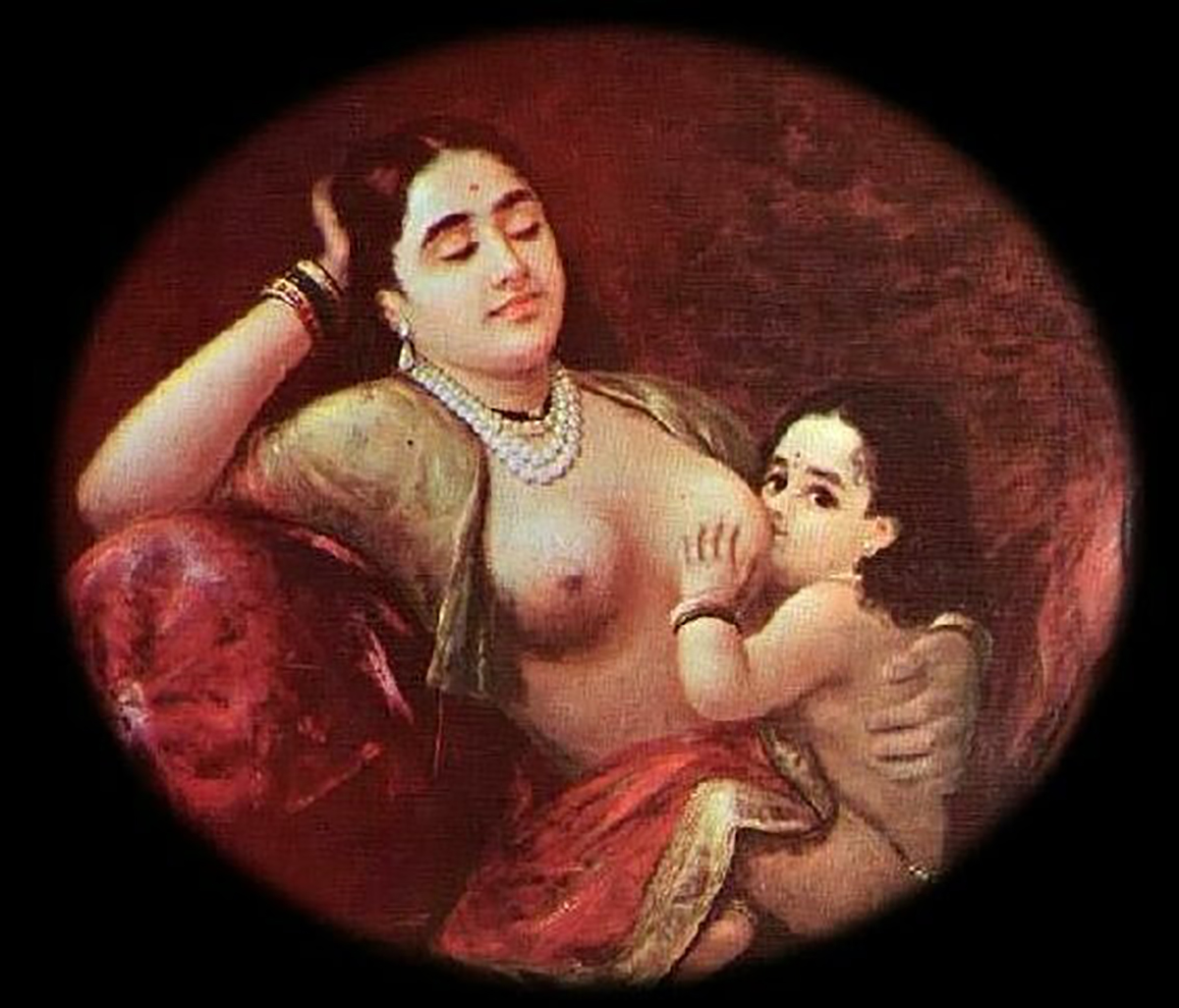
Människoproducerad mat som är betydligt äldre än stenålderns agrara revolution.

Tidigt klarade sig människan genom att jaga och leta efter föda i naturen. Under senare stenålder domesticerades en del djur och framför allt lärde sig människan att bruka jorden och på så vis producera mat utan att behöva jaga eller leta efter mat. Trots att inslag av jakt och letande fortfarande förekommer är jordbruk och boskapsuppfödning de dominerade framställningssätten av mat i de flesta samhällen.

## Distribution

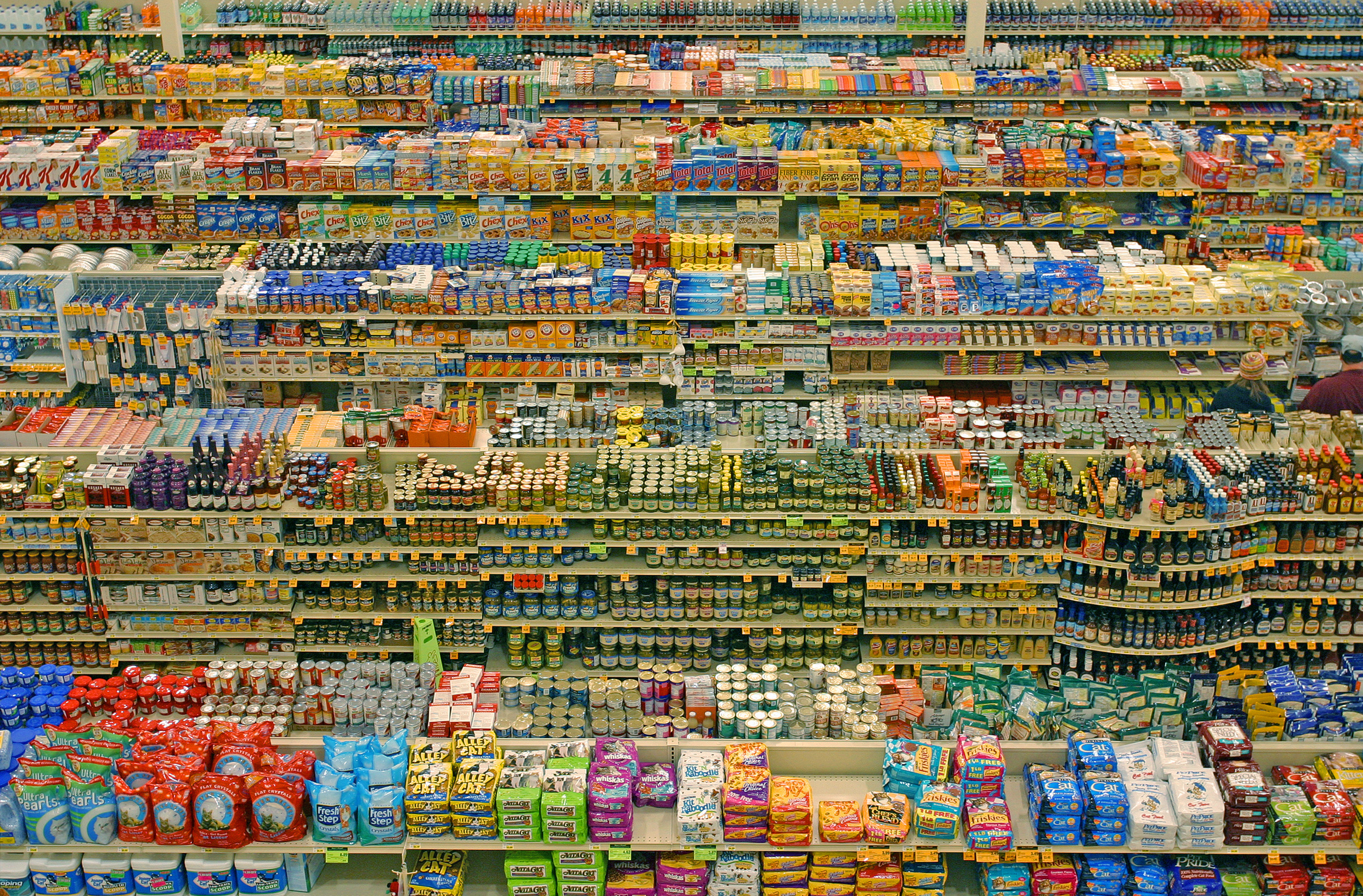
Paketerad mat i en livsmedelsbutik.

Mat har tidigare framställts huvudsakligen för lokal konsumtion, ofta först och främst för det egna hushållet, men idag konsumeras det mesta av maten långt bort från de platser där den framställs. Detta har ökat betydelsen av distributionsledet för mat. Det är en utveckling som både bygger på och är en del av globalisering och urbanisering.

## Konsumtion
Långt ifrån allt ätligt bedöms till vardags som mat, och vad som räknas som mat varierar mycket mellan olika samhällen och grupper i tid och rum. Det mänskliga intresset för mat har gett upphov till en omfattande litteratur i ämnet liksom till en mängd olika tekniker för beredning och matlagning. De flesta länder, regioner eller folkgrupper har sina egna matlagningstraditioner och kulinariska regler som till exempel italiensk eller indisk mat.

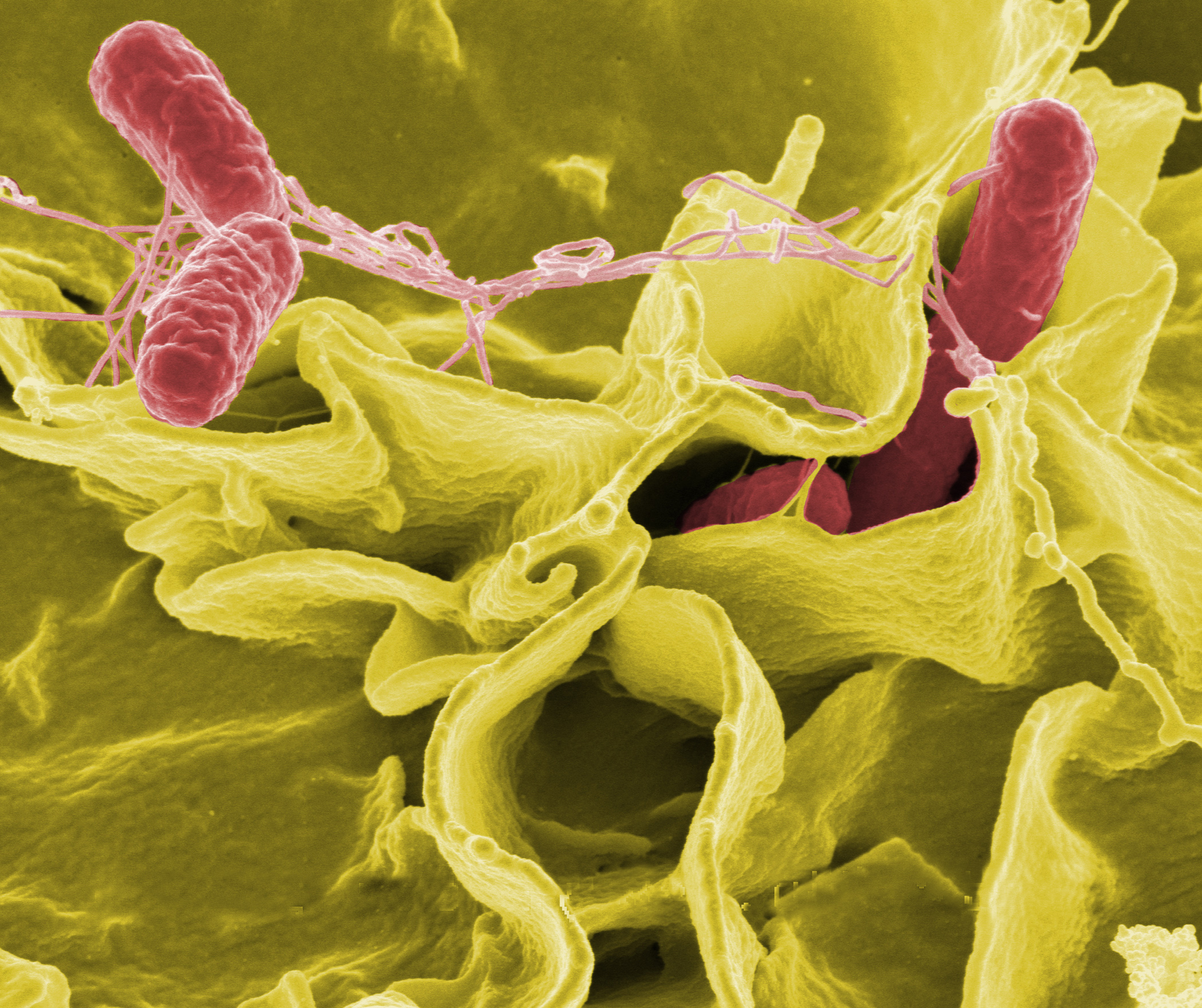
Salmonellabakterier – välkända för sin förmåga att ställa till problem med mat.

## Hälsoaspekter
Sammansättning och storlek av kost är direkt relaterat till hälsofrågor. Detta kommer till uttryck såväl i rika länder med så kallade välfärdssjukdomar som i fattiga länder där undernäring kan vara ett ofta återkommande problem. Hälsosamma matvanor är korrelerade minskad risk för:
- Cancer[5]
- Diabetes typ 2[6]
- Höga halter av blodfetter[7]

## Matvetenskaper
Mat behandlas ur vetenskaplig synvinkel av en lång rad discipliner. Inom näringslära, eller näringsfysiologi, forskar man kring matens påverkan på människors hälsa. Inom olika områden av miljövetenskapen, såsom ekotoxikologi och miljökemi, letar man efter samband mellan mat och miljö. Exempelvis undersöks påverkan av jordbruks- och fabriksutsläpp på miljön, och hur olika tillsatser, till exempel sötningsmedel och smakförstärkare, påverkar miljön. Även vetenskaper som sociologi, antropologi och etnologi intresserar sig i hög grad för hur mat produceras, distribueras och konsumeras. Matlagning och matkultur studeras också inom gastronomi.

## Matpolitik
Idag är produktionen av mat ekonomiskt mycket betydelsefullt med många aktörer, från enskilda småjordbrukare till multinationella handels- och matföretag. Jordbruk, djurhållning, samt distribution och konsumtion av mat har stora konsekvenser för natur och miljö. Mat och matrelaterade frågor är därför också viktiga politiskt i många länder och även internationellt. Den globala obalans som råder när det gäller tillgång på mat leder till etiska frågor om rättvisa och jämlikhet, och är direkt relaterad till internationella hjälpinsatser, så kallade matprogram, ofta i regi av FN:s Världslivsmedelsprogram.

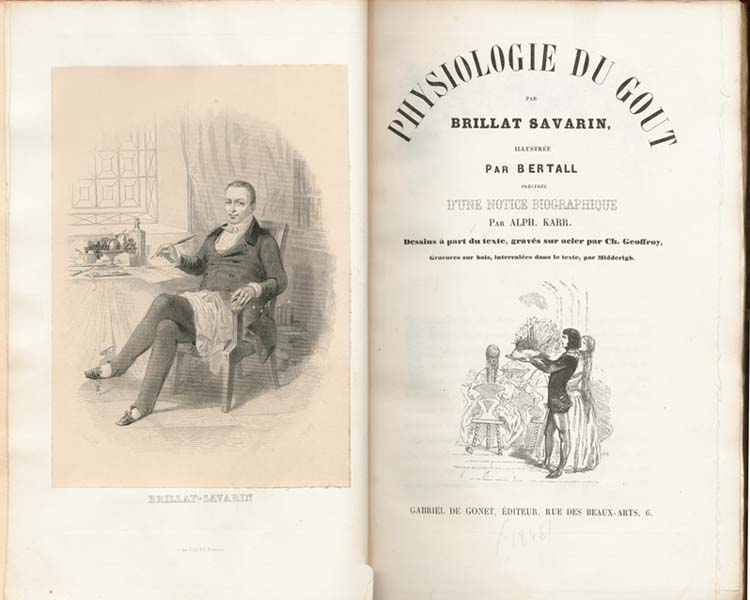
Jean Anthelme Brillat-Savarins klassiker Smakens fysiologi från 1848 representerar en slags matrelaterad litteratur.